# Саксонский Ренессанс

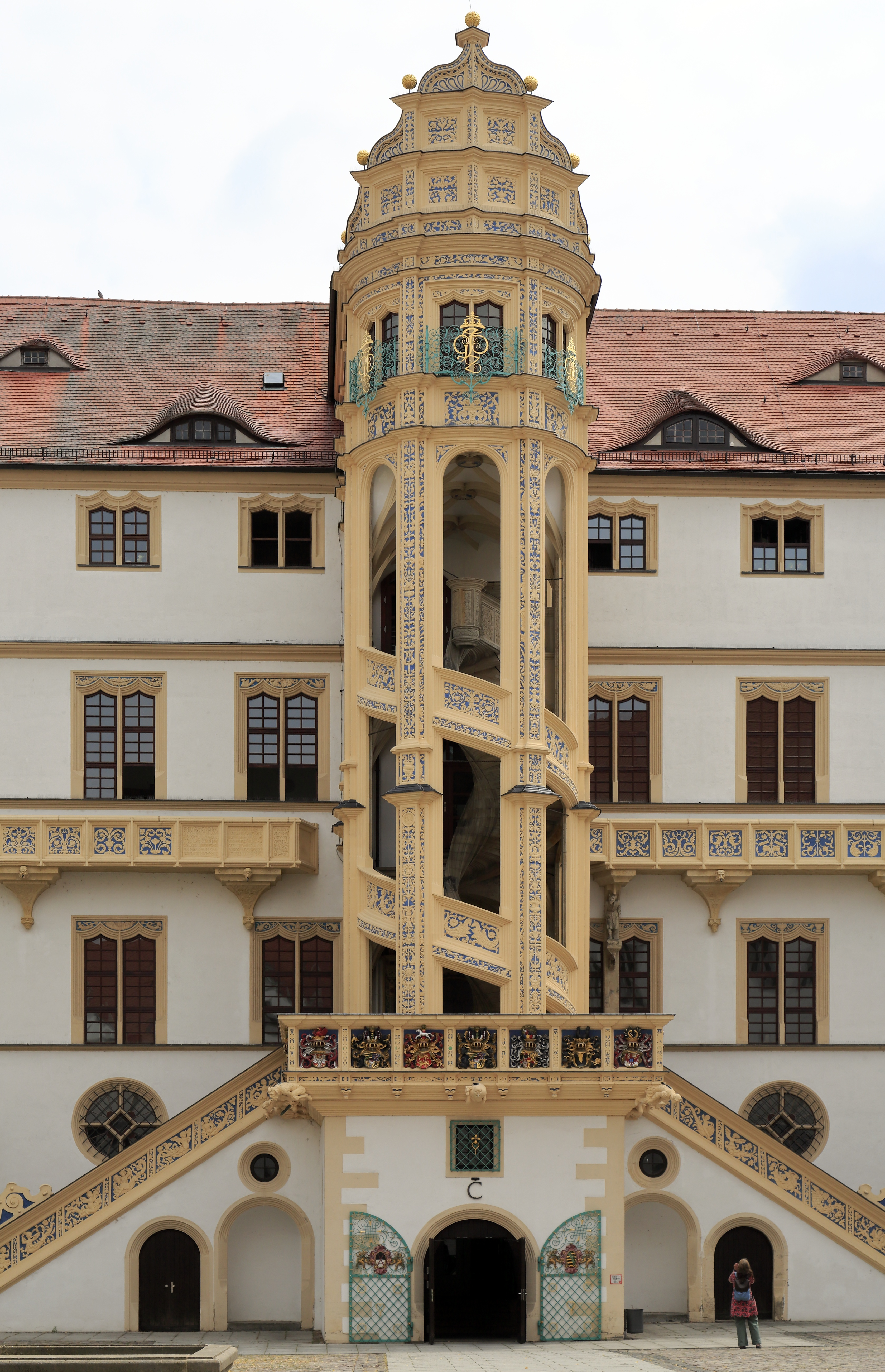
Лестничная башня в замке Хартенфельс в Торгау, 1533—1535

Саксо́нский Ренесса́нс (нем. Sächsische Renaissance) — название особого направления в архитектуре эпохи Возрождения, распространённый на территории Курфюршества Саксония и охватывающий период с начала XVI и до конца XVII веков.

## История

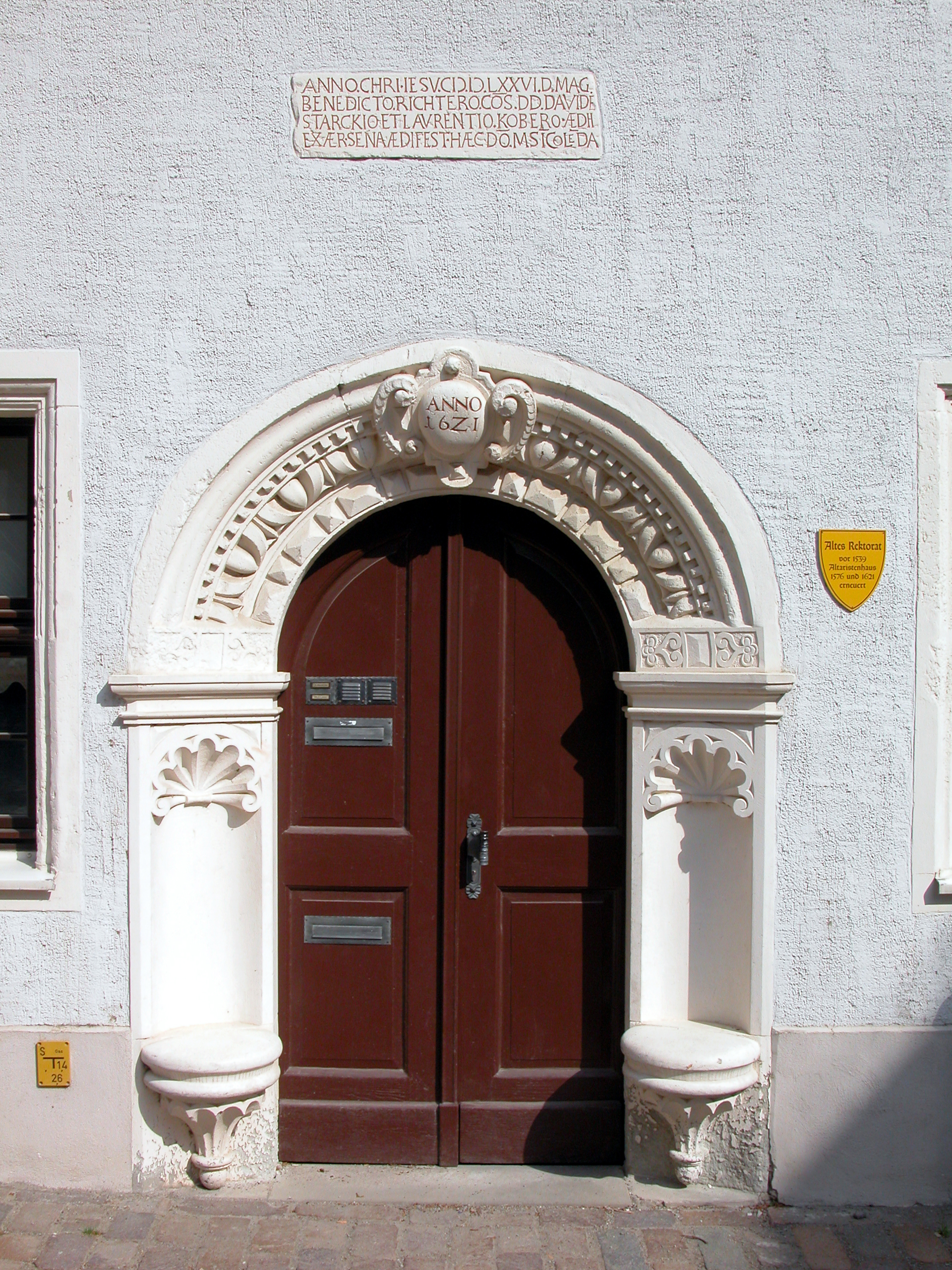
Типичный для Саксонского Ренессанса портал с сиденьями по бокам

Важнейшим предшественником архитектуры Ренессанса в Саксонии считается позднеготический архитектор Арнольд фон Вестфален (1425—1480), создавший замок Альбрехтсбург в Майсене. Многие его новаторские приёмы оказали влияние на облик будущих ренессансных сооружений.
Большой вклад в распространении и развитии этого, на тот момент, весьма молодого течения в архитектуре внесли саксонские монархи из династии Веттинов. Они приглашали архитекторов из Италии для перестройки своих многочисленных замков и резиденций, а также для строительства новых. В этот период появились замок Хартенфельс в Торгау, охотничий замок Августусбург, Старая Ратуша в Лейпциге, Замок Носсен и др., капитально перестроены — Дрезденский замок-резиденция, Замок Остерштайн в Цвиккау, Замок Шварценберг и др.
Важнейшими шедеврами Саксонского Ренессанса являются богато украшенные сграффито фасады внутреннего двора Дрезденского замка-резиденции (1548—1556) и Лестничная башня замка Хартенфельс в Торгау (1533—1535).
Великолепие новых ренессансных замков оказало огромное влияние на частное строительство в городских центрах. Состоятельные горожане начали копировать роскошные здания, которые строились в Дрездене и Майсене, и возводили дома со ступенчатыми фронтонами, с особыми арочными порталами с сиденьями по бокам и фасадами с угловыми эркерами над первым этажом. Другие стилистические элементы домов эпохи Возрождения можно найти в орнаментике входных дверей и оконных проёмов. Деревянные потолки изнутри богато украшались росписями. Помимо жилых домов, влиянию Ренессанса подверглась и церковная архитектура, в особенности оформление алтарей и надгробий на церковных погостах. Исторические центры таких городов, как Майсен, Пирна, Фрайберг, Гёрлиц, Торгау, Цвиккау и Виттенберг сохранили застройку того времени практически без изменений.
Эпоха Саксонского Ренессанса постепенно завершалась переходом к стилю Барокко. Ярким образцом этого переходного периода является Дворец в Большом саду Дрездена (1679).

## Галерея

### Замки и ратуши

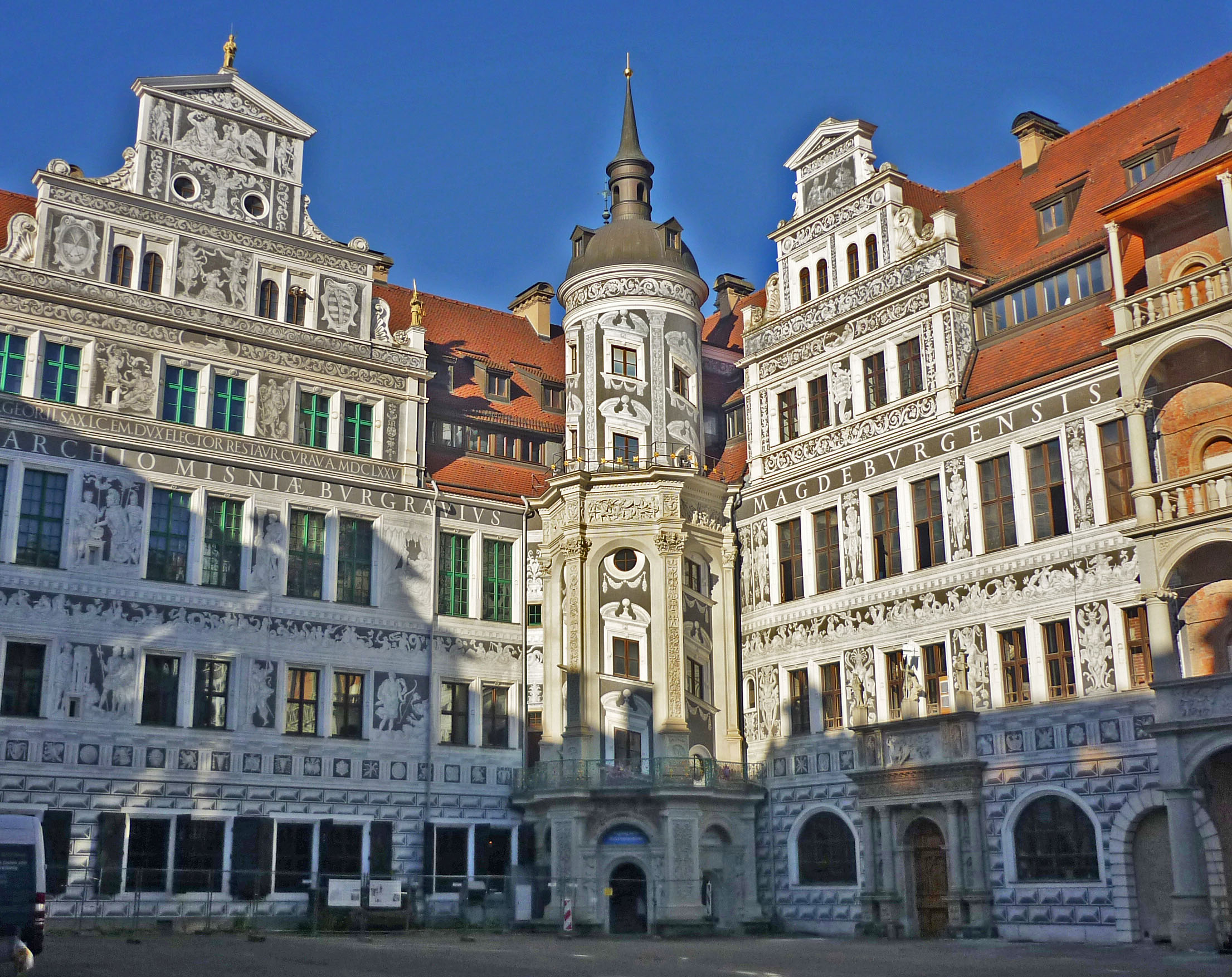
Внутренний двор Дрезденского замка-резиденции
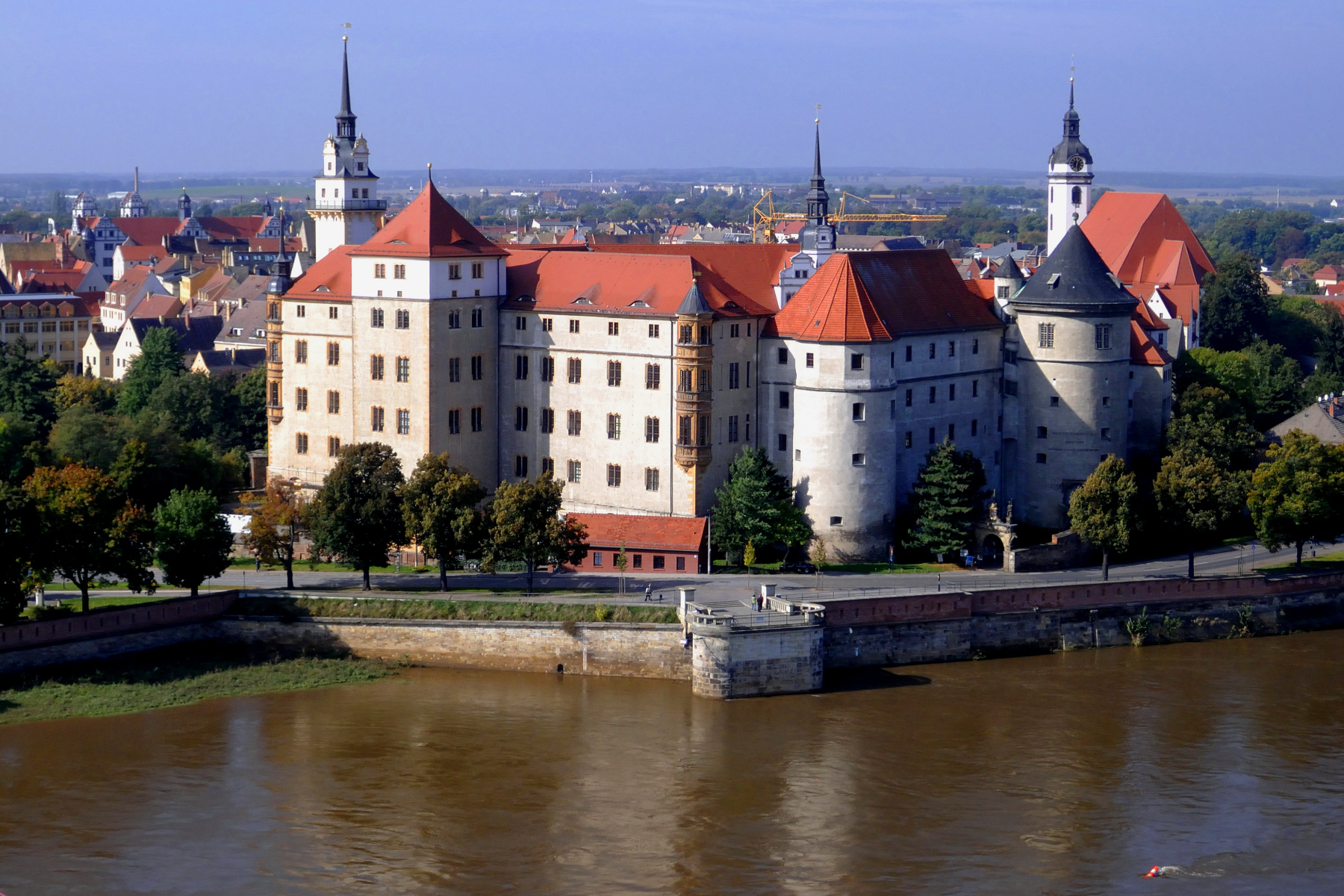
Замок Хартенфельс в Торгау
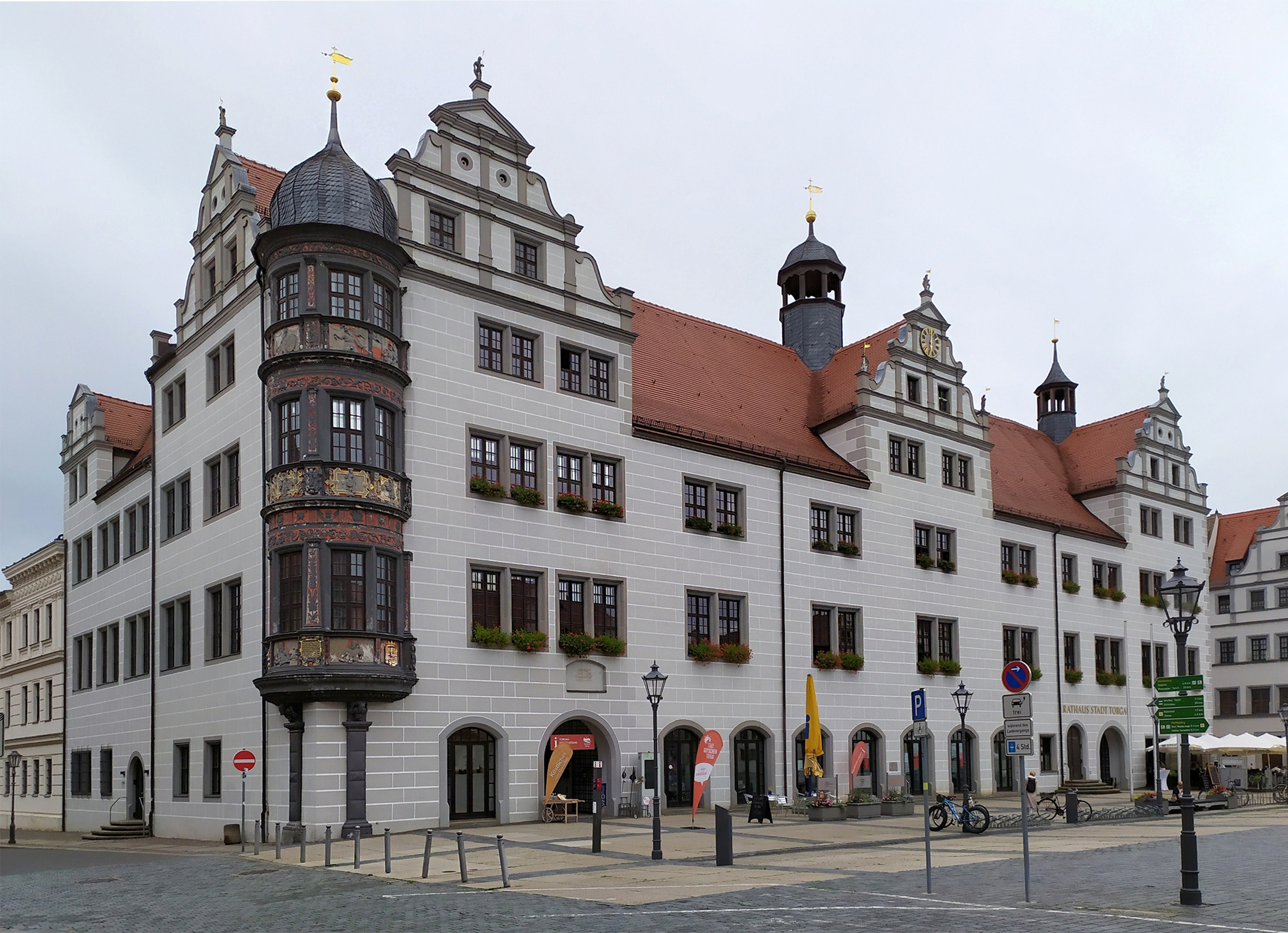
Ратуша в Торгау
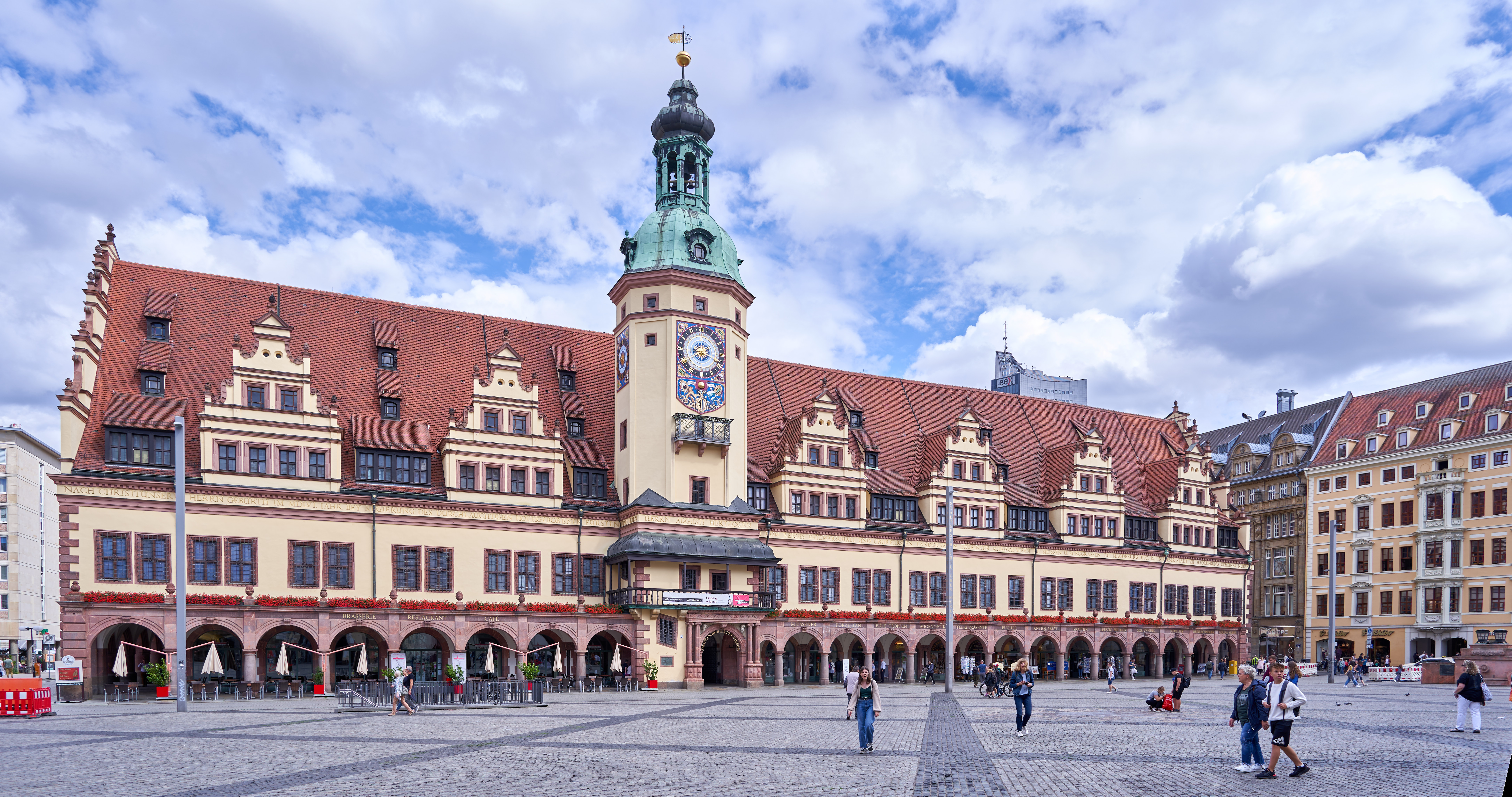
Старая Ратуша в Лейпциге
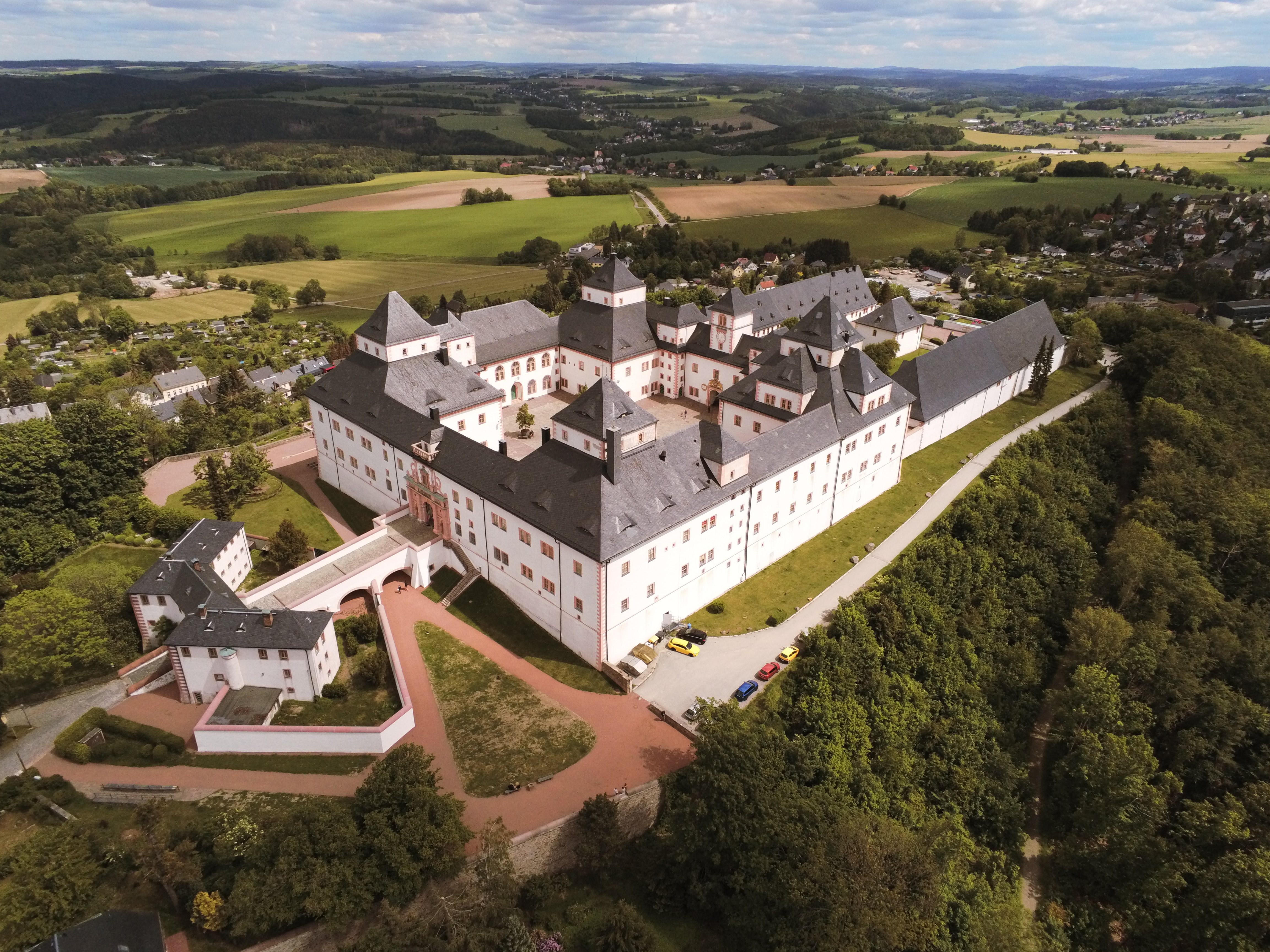
Охотничий замок Августусбург
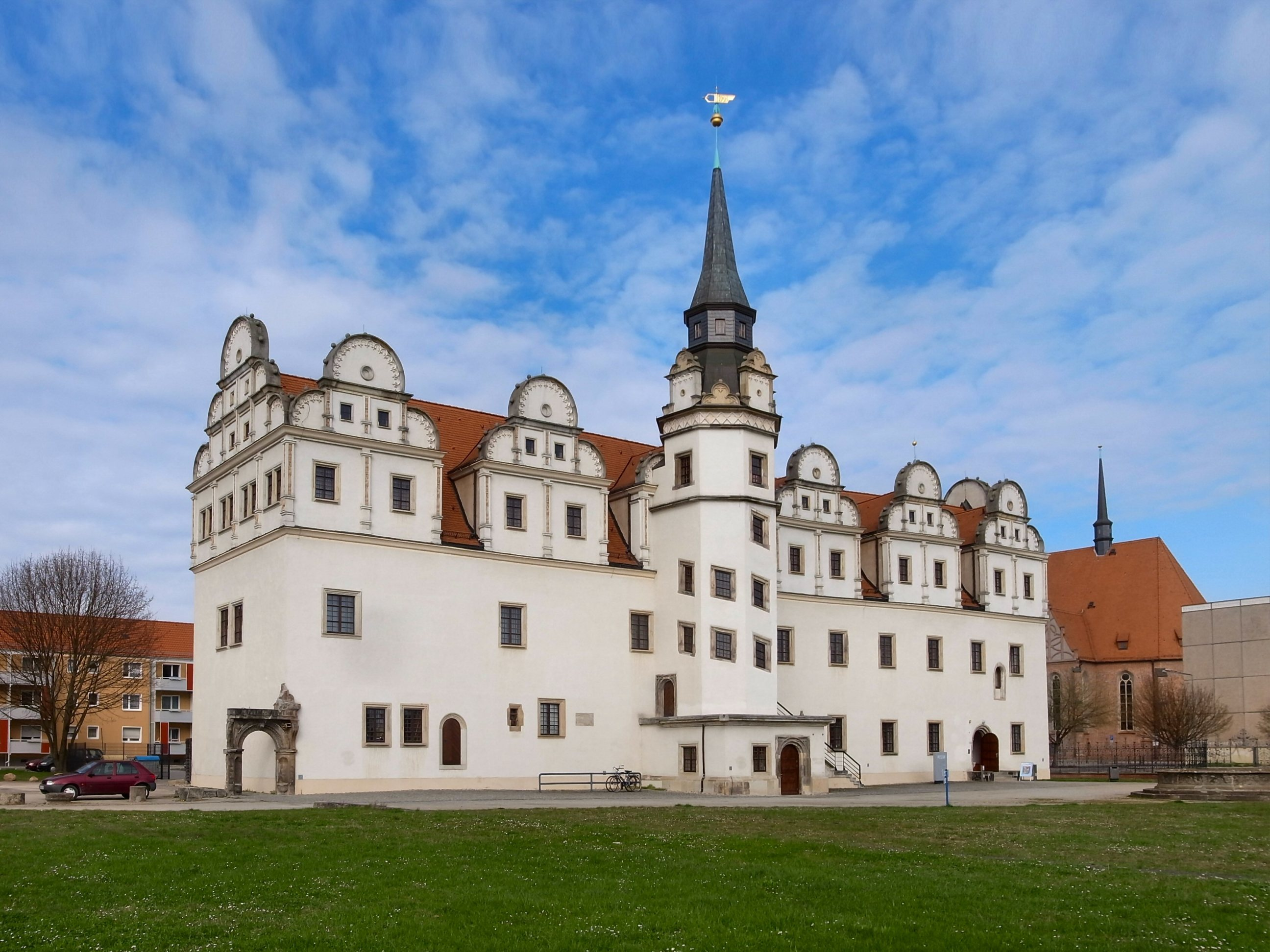
Замок в Дессау
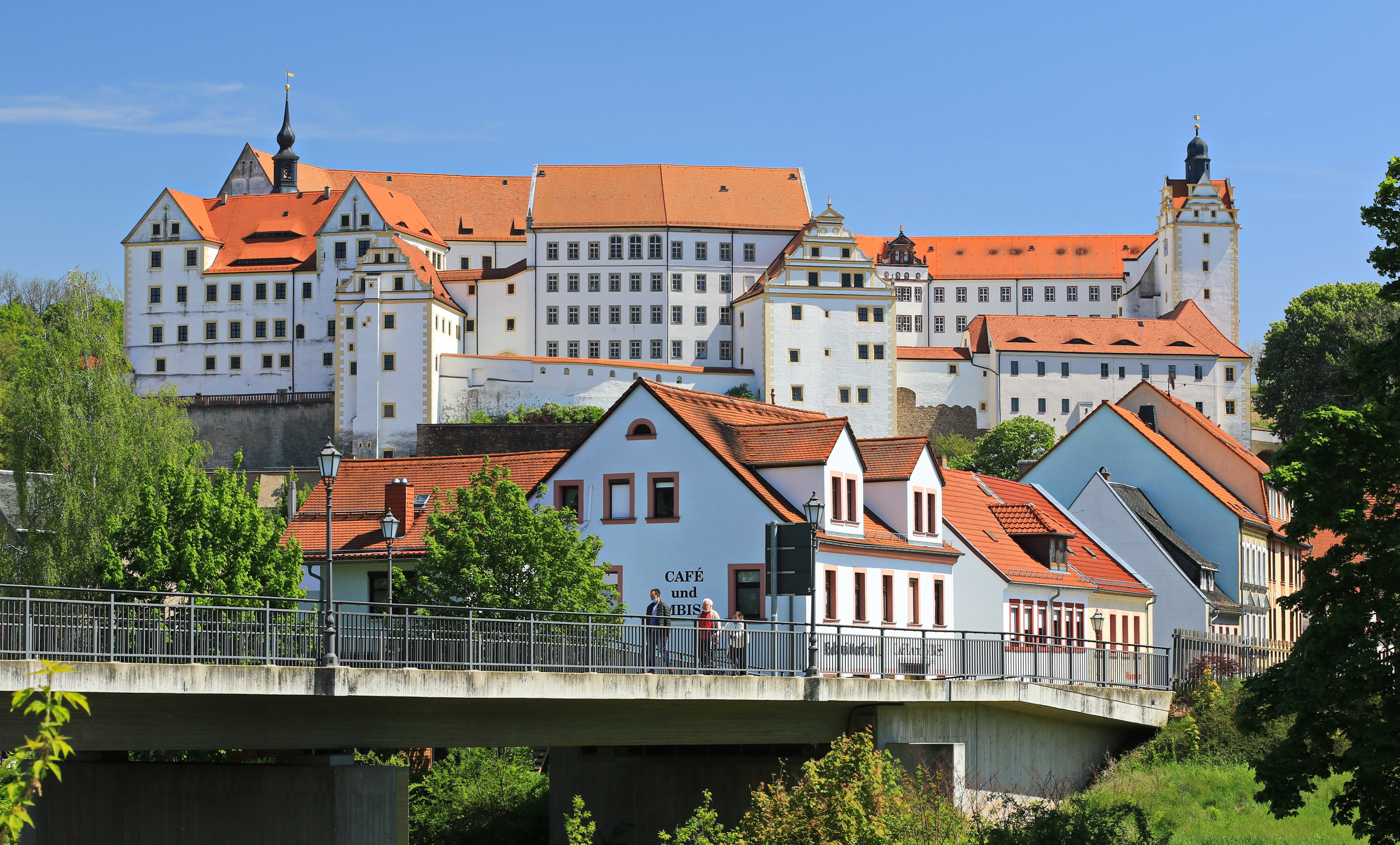
Замок Кольдиц
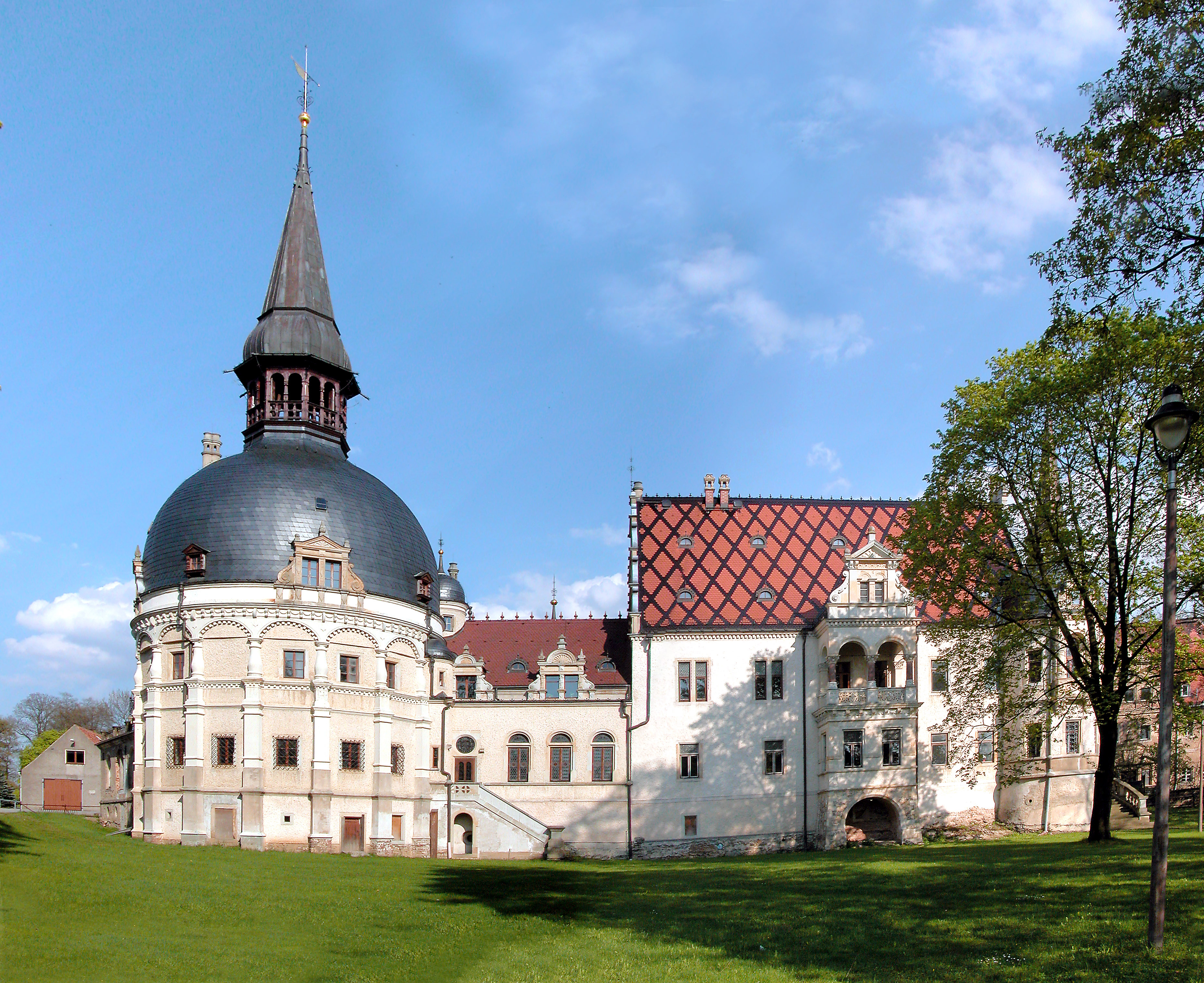
Замок Шёнфельд
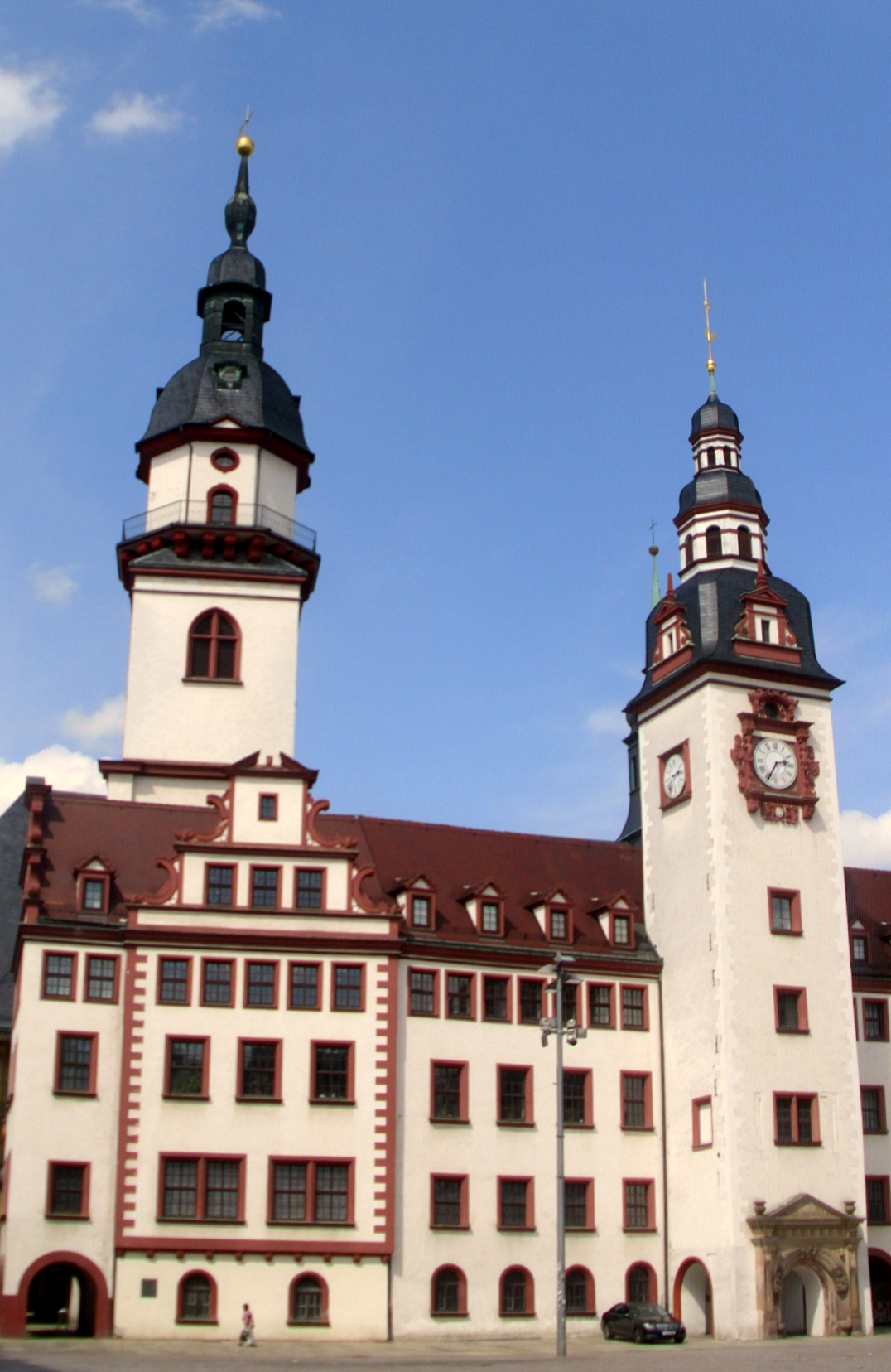
Старая ратуша (Хемниц)
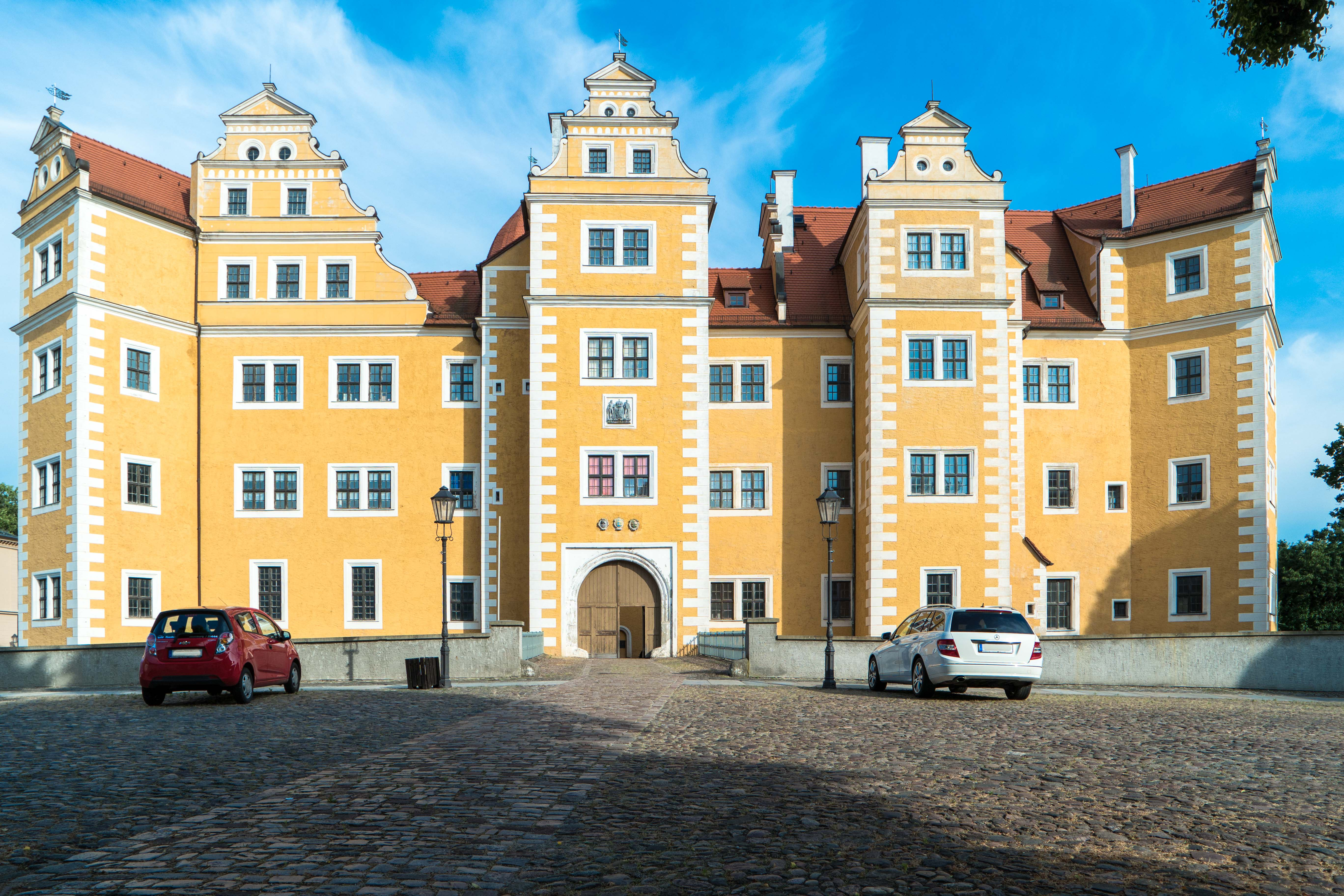
Замок Аннабург

### Жилые дома и производственные сооружения

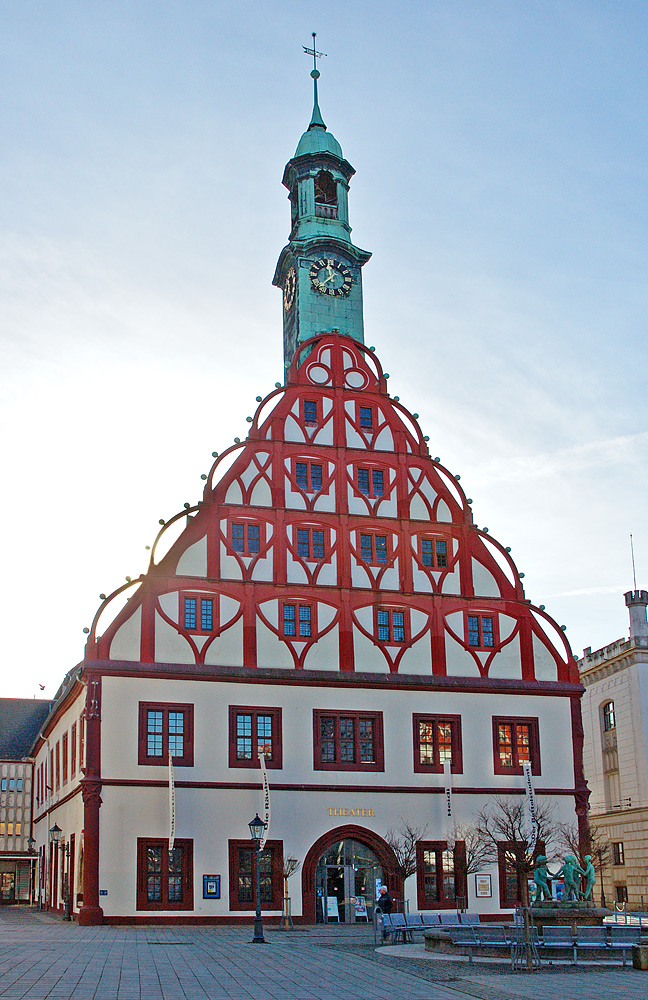
Гевандхаус в Цвиккау (ныне театр)
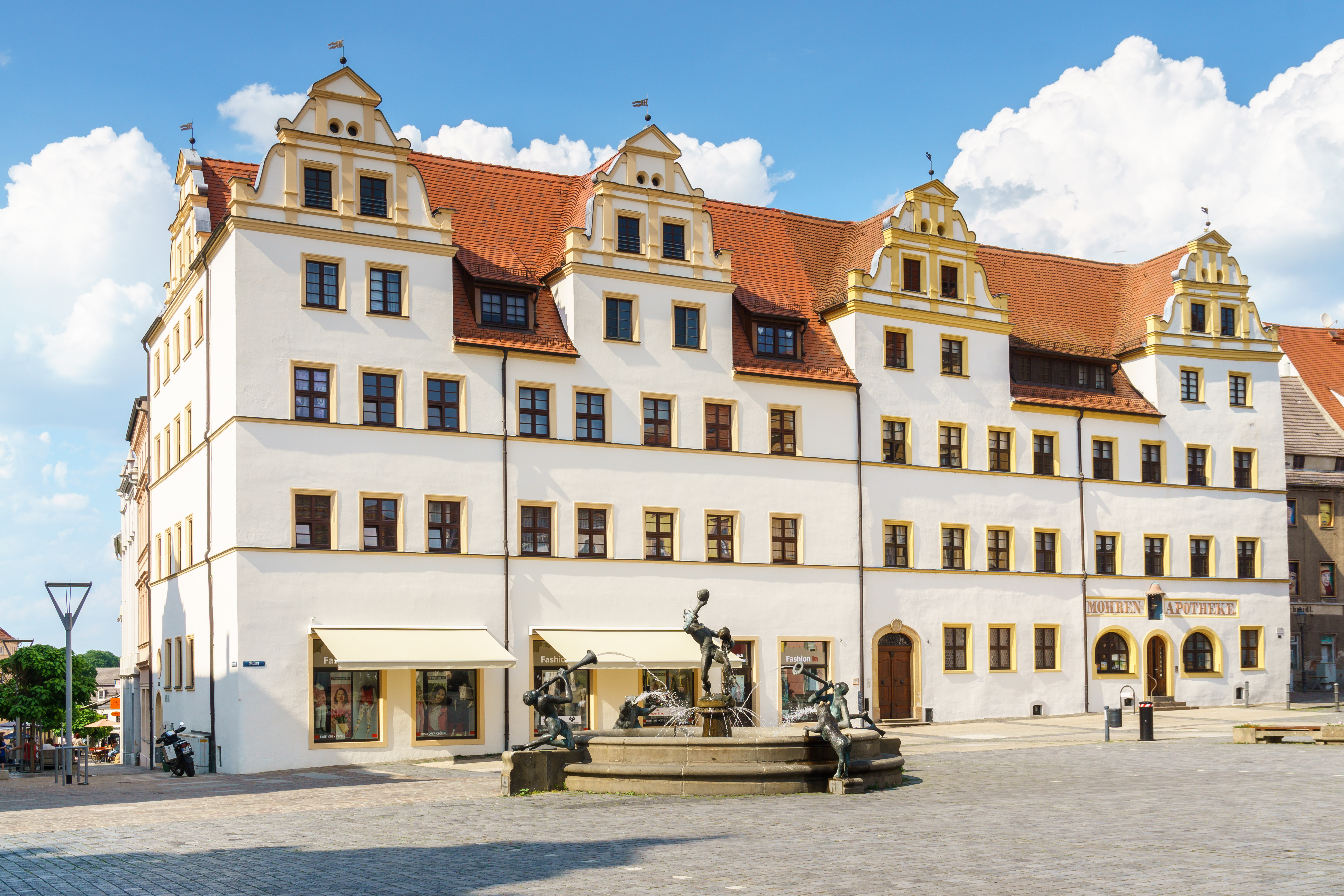
Аптека в Торгау
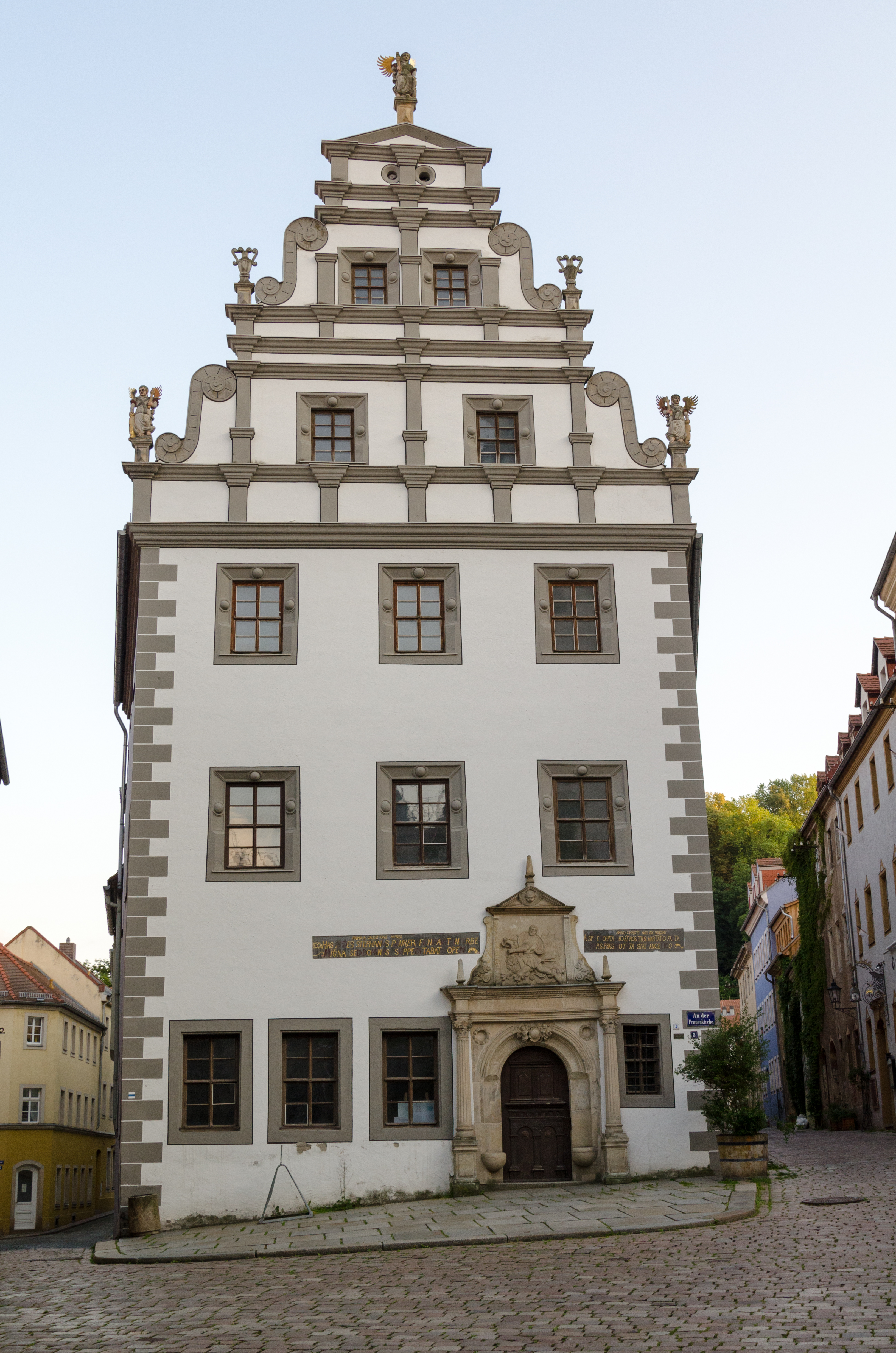
Пивоварня в Майсене
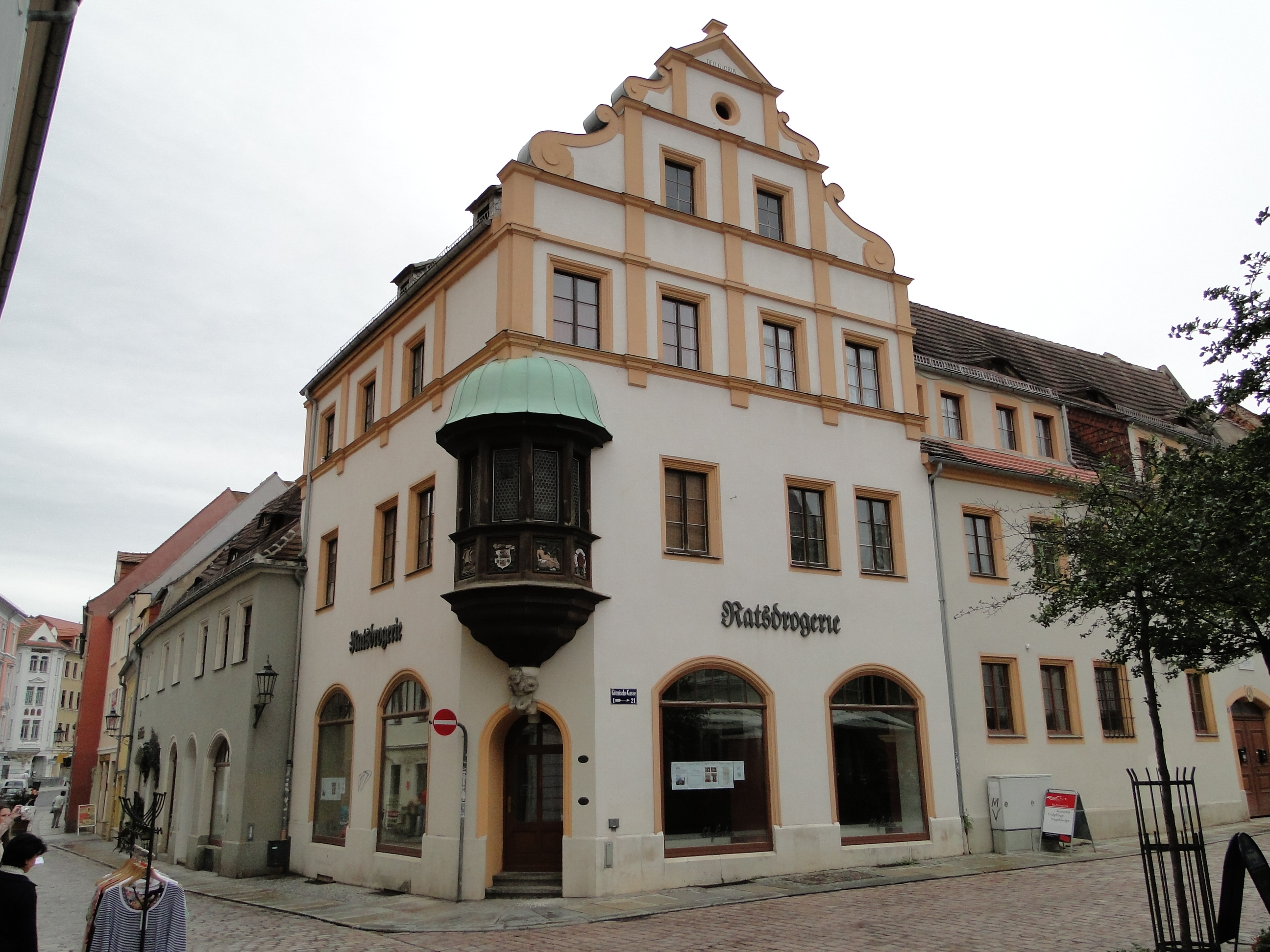
Жилой дом в Майсене
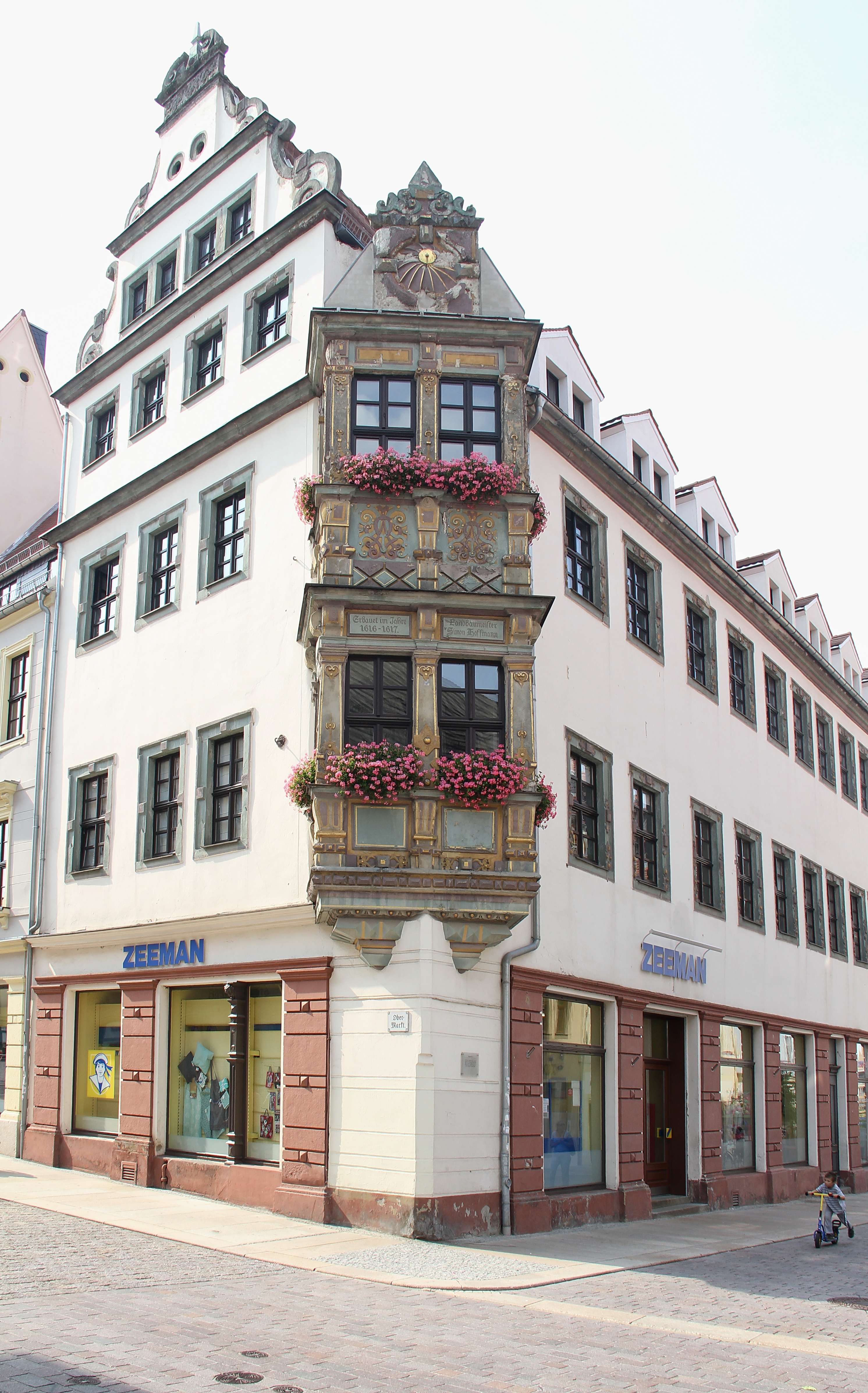
Жилой дом во Фрайберге
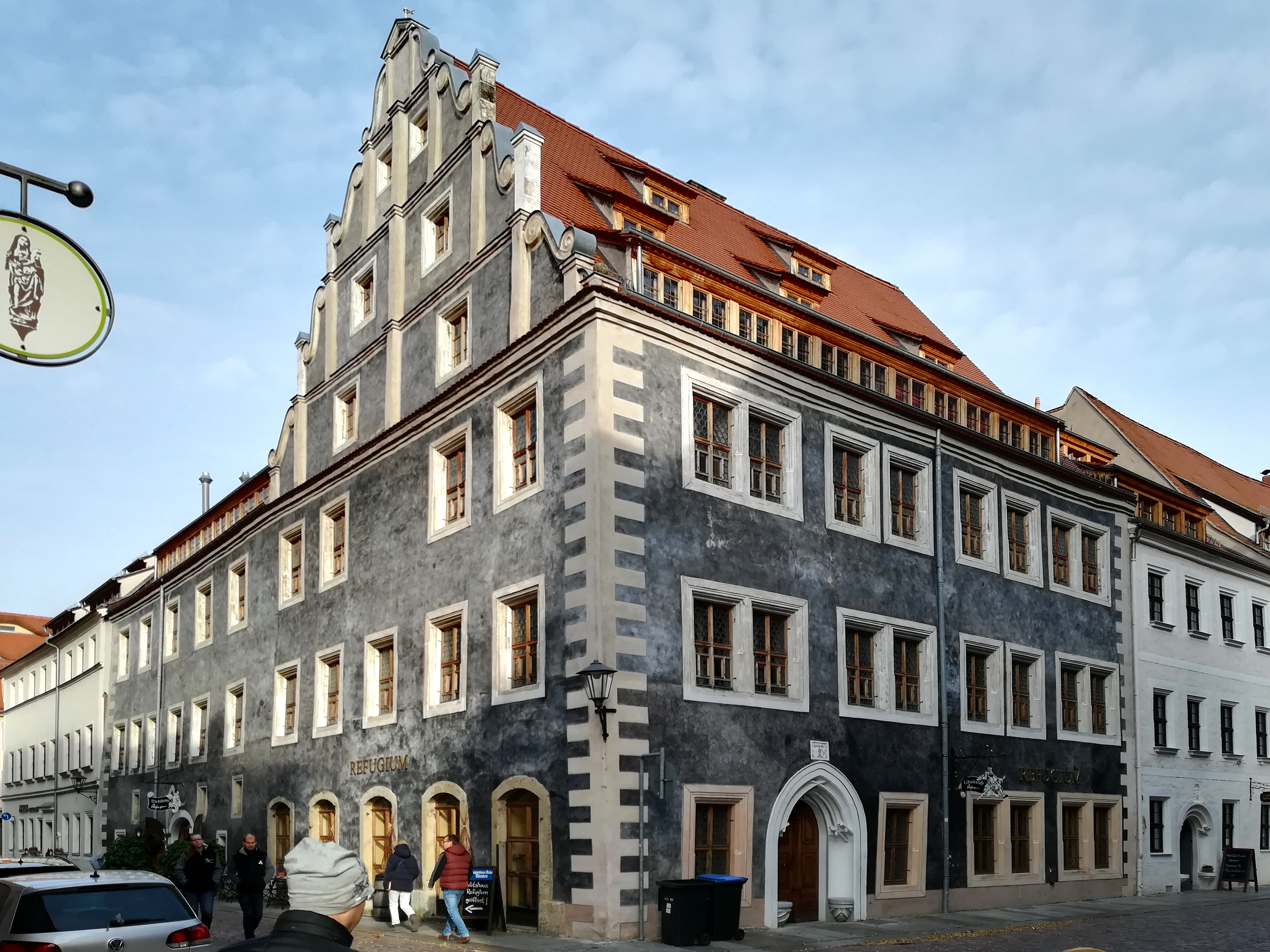
Жилой дом в Пирне